# Carsten Borchert

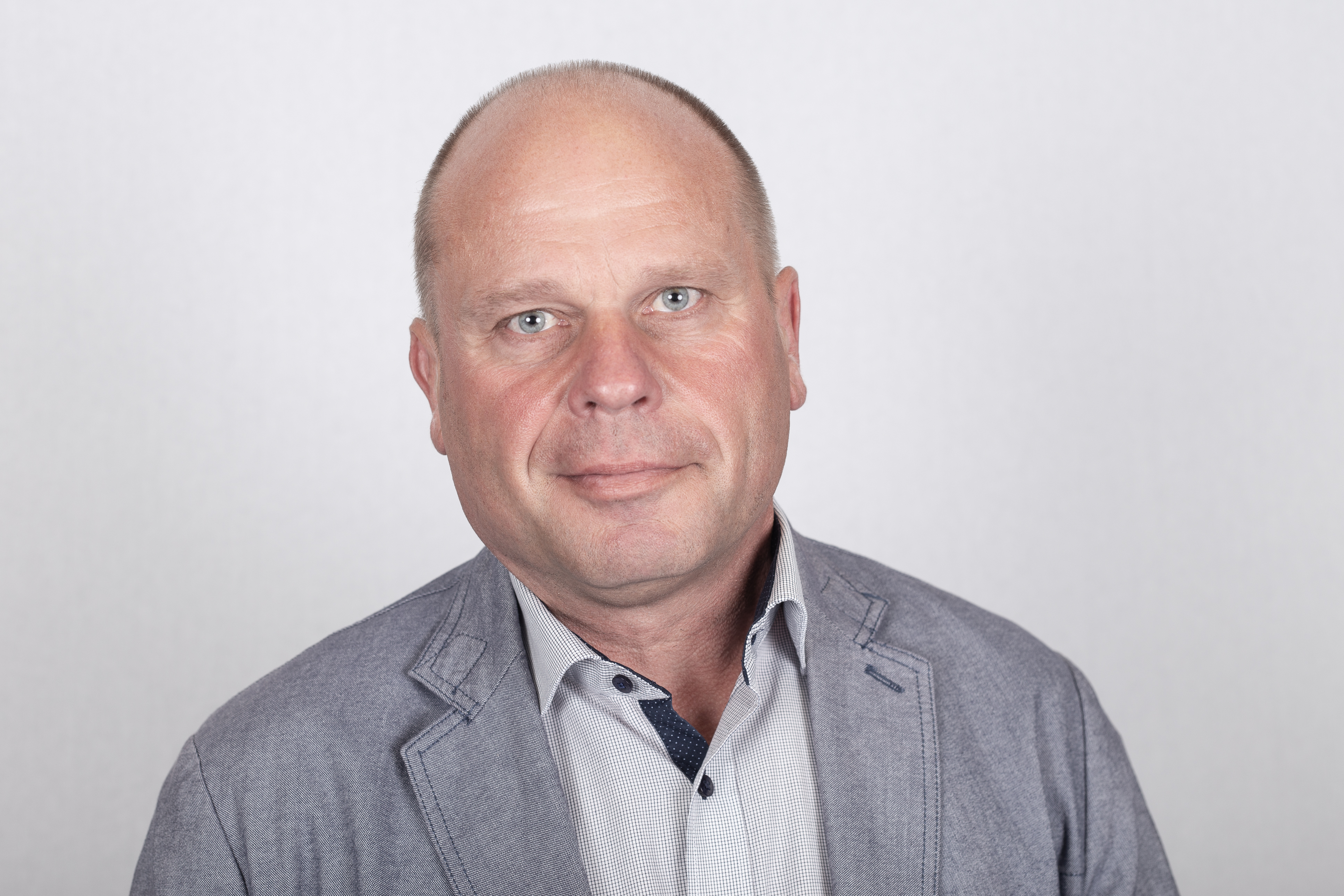
Carsten Borchert 2018

Carsten Borchert (* 15. März 1962 in Riebau) ist ein deutscher Pädagoge und Politiker (CDU). Seit 2016 ist er Abgeordneter im Landtag von Sachsen-Anhalt.

## Leben
Borchert wuchs in Salzwedel auf und besuchte dort die Schule. Nach einem Studium an der Universität Magdeburg arbeitete er zunächst als Grundschullehrer für Deutsch, Mathematik und Sport, später dann als Diplomsport- und Sozialkundelehrer. Bis 2008 war er als Sport- und Sozialkundelehrer an den Sekundarschulen in Jübar und Beetzendorf tätig. Von 2008 bis 2016 war er Leiter einer Grundschule in Beetzendorf.
Borchert ist seit 1999 Mitglied der CDU und seit 1994 Bürgermeister der Gemeinde Jübar sowie Mitglied des Verbandsgemeinderates Beetzendorf-Diesdorf. Seit 1999 ist er Mitglied im Kreistag des Altmarkkreises und Vorsitzender des Sport- und Kulturausschusses.
Bei den Landtagswahlen 2016 und 2021 wurde er als Direktkandidat der CDU über den Wahlkreis 01 (Salzwedel) als Abgeordneter in den Landtag von Sachsen-Anhalt gewählt. Das Direktmandat gewann er 2016 mit 33,6 % und 2021 mit 36,2 % der Erststimmen.